# Orden „13 Jahrhunderte Bulgarien“

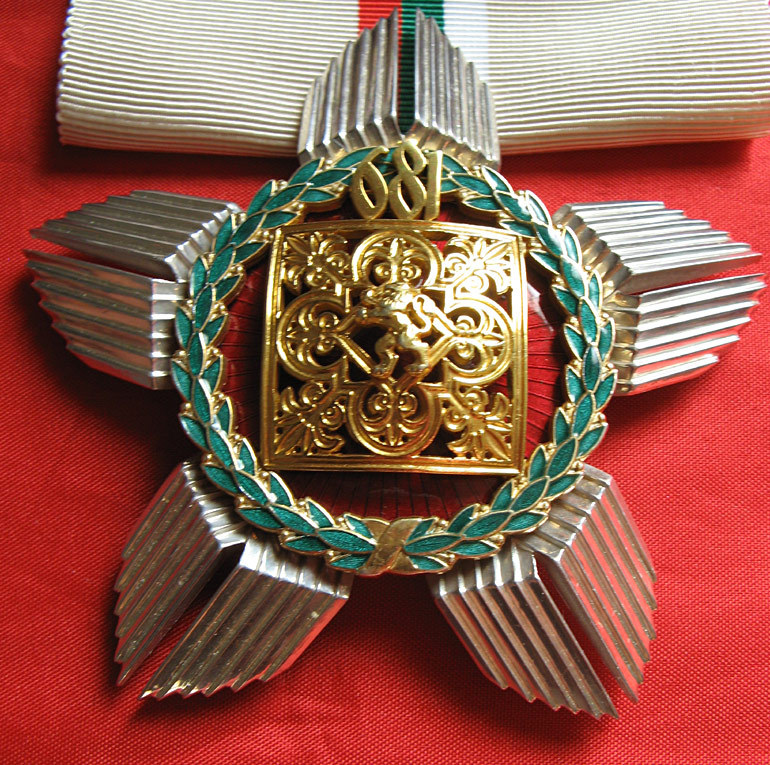
Orden „13 Jahrhunderte Bulgarien“

Der Orden „13 Jahrhunderte Bulgarien“ (bulgarisch Орден „13 века България“) war eine Auszeichnung der Volksrepublik Bulgarien, die am 16. Oktober 1981 per Dekret Nr. 2191 durch den Staatsrat anlässlich der Wiederkehr der Staatsgründung (681 n. Chr.) gestiftet und für herausragende Verdienste an In- und Ausländer verliehen wurde.

## Ordensdekoration
Das Ordenszeichen ist ein vergoldeter weiß emaillierter fünfspitziger Stern, in dessen Mitte eine viereckige kleine Metallplatte aufliegt. Diese zeigt zentral einen Löwen, das Wappentier des Staates, von Ornamenten umgeben. Die Metallplatte wird von einem grün emaillierten Lorbeerkranz mit goldgeränderten Blättern umschlossen. Auf dem Kranzende aufliegend die Jahreszahl 681, das Datum der Staatsgründung. Zu dem Orden gehört ein silberner Bruststern mit rot emailliertem Medaillon. Darauf aufliegend die bereits beschriebene kleine Metallplatte, die ebenfalls von einem Lorbeerkranz umschlossen ist. Auch hier findet sich die Jahreszahl 681 wieder.

## Trageweise
Getragen wird der Orden, der nur aus einer Klasse besteht, an einer beige Schärpe, mit einem Mittelstreifen in den Nationalfarben von der rechten Schulter zur linken Hüfte. Der Bruststern wird auf der linken Seite des Beliehenen dekoriert.

## Produktion
Die Herstellung erfolgte in der staatlichen Münze Sofia nach den Entwürfen des bekannten Bildhauers Professor Valentin Starchev.

## Verleihungszahlen
Insgesamt wurde die Auszeichnung an 110 Personen verliehen.